# یلوه جنگلی گردن‌خاکستری
یلوه جنگلی گردن‌خاکستری (نام علمی: Aramides cajaneus) یک گونه از پرندگان خانوادهٔ یلوگان است. عمدتاً در جنگل‌ها، جنگل‌های حرا و باتلاق‌های آمریکای مرکزی و جنوبی زندگی می‌کند. از دو زیرگونه، A.c. avicenniae در جنوب شرقی برزیل یافت می‌شود، در حالی که زیرگونهٔ نمادین در سراسر بخشی از دامنهٔ پراکنش که توسط زیرگونه‌های دیگر اشغال نشده‌است، یافت می‌شود. این گونه به‌طور کلی معمولاً تا ارتفاع ۲٬۰۰۰ متر (۶٬۶۰۰ فوت) از سطح دریا، اگرچه برخی نیز بالاتر از آن یافت شده‌است. گستردگی فراوان این پرنده، همراه با جمعیت آن دلیل اتحادیه بین‌المللی حفاظت از طبیعت (IUCN) است که آن را در ردهٔ کمترین نگرانی می‌داند. در برخی جاها گهگاه شکار و برای غذا نگهداری می‌شود.

## نگارخانه

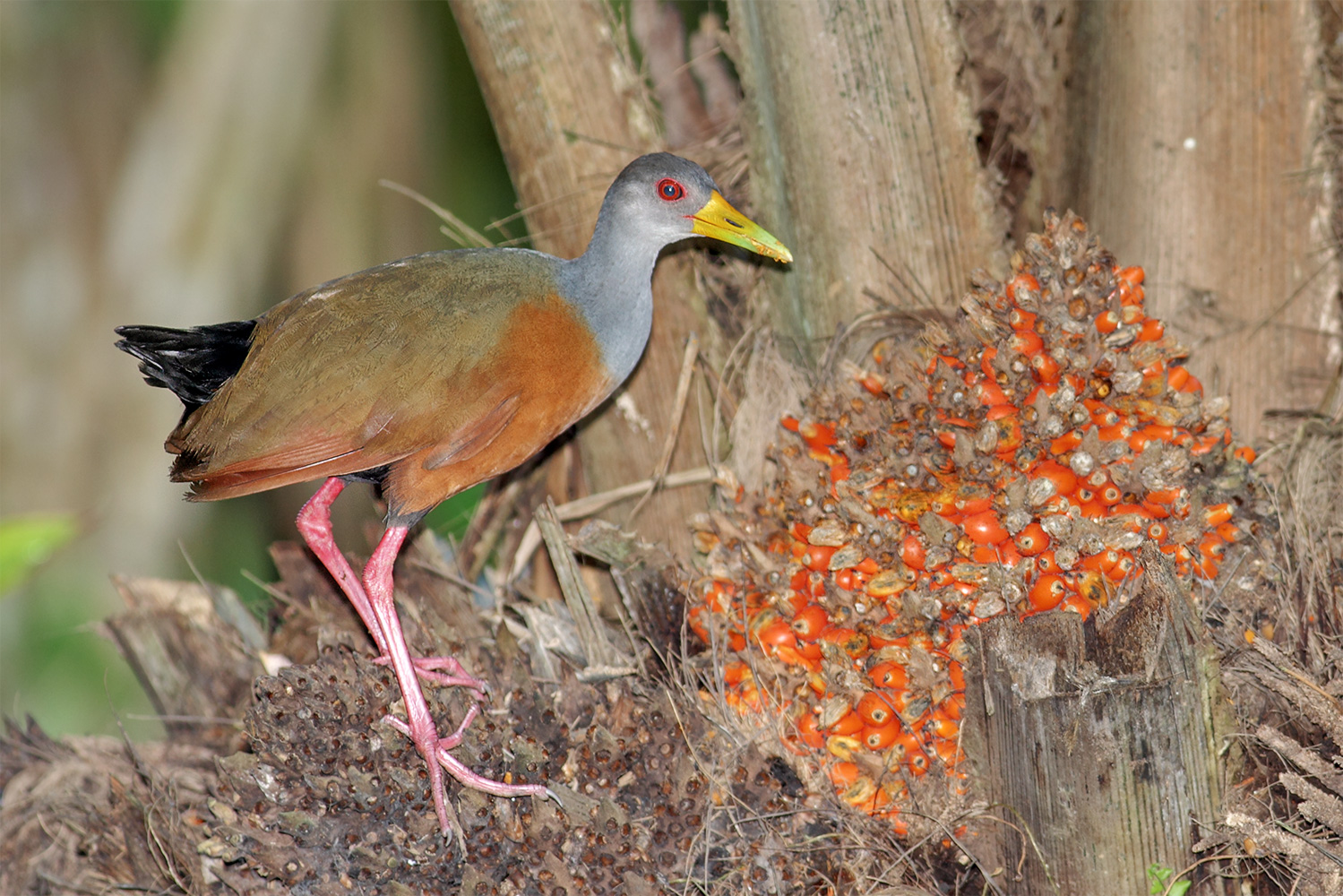
زیرگونه نمادین cajaneus در کاستاریکا
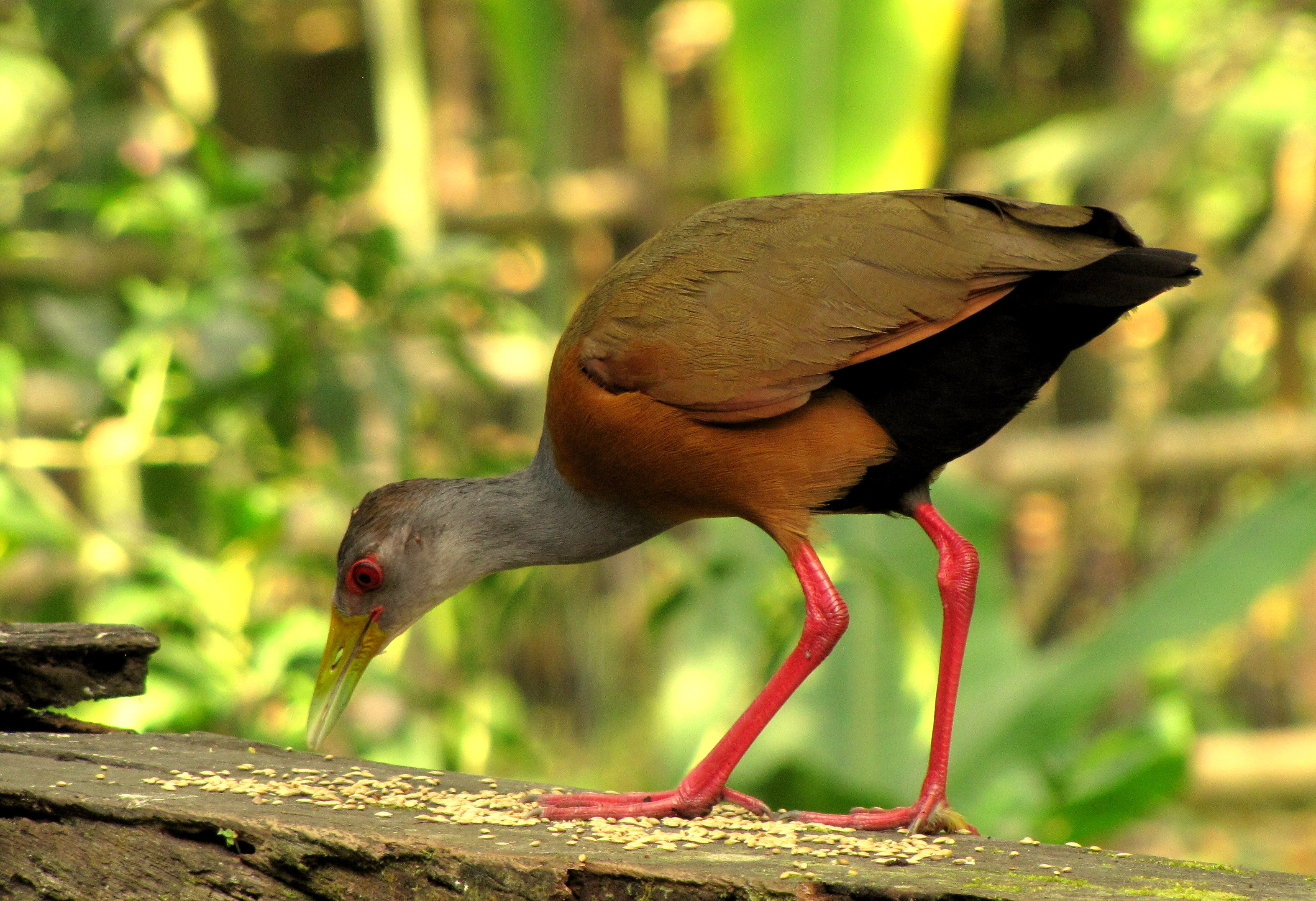
یک یلوه جنگلی گردن‌خاکستری که از دانه‌ها تغذیه می‌کند
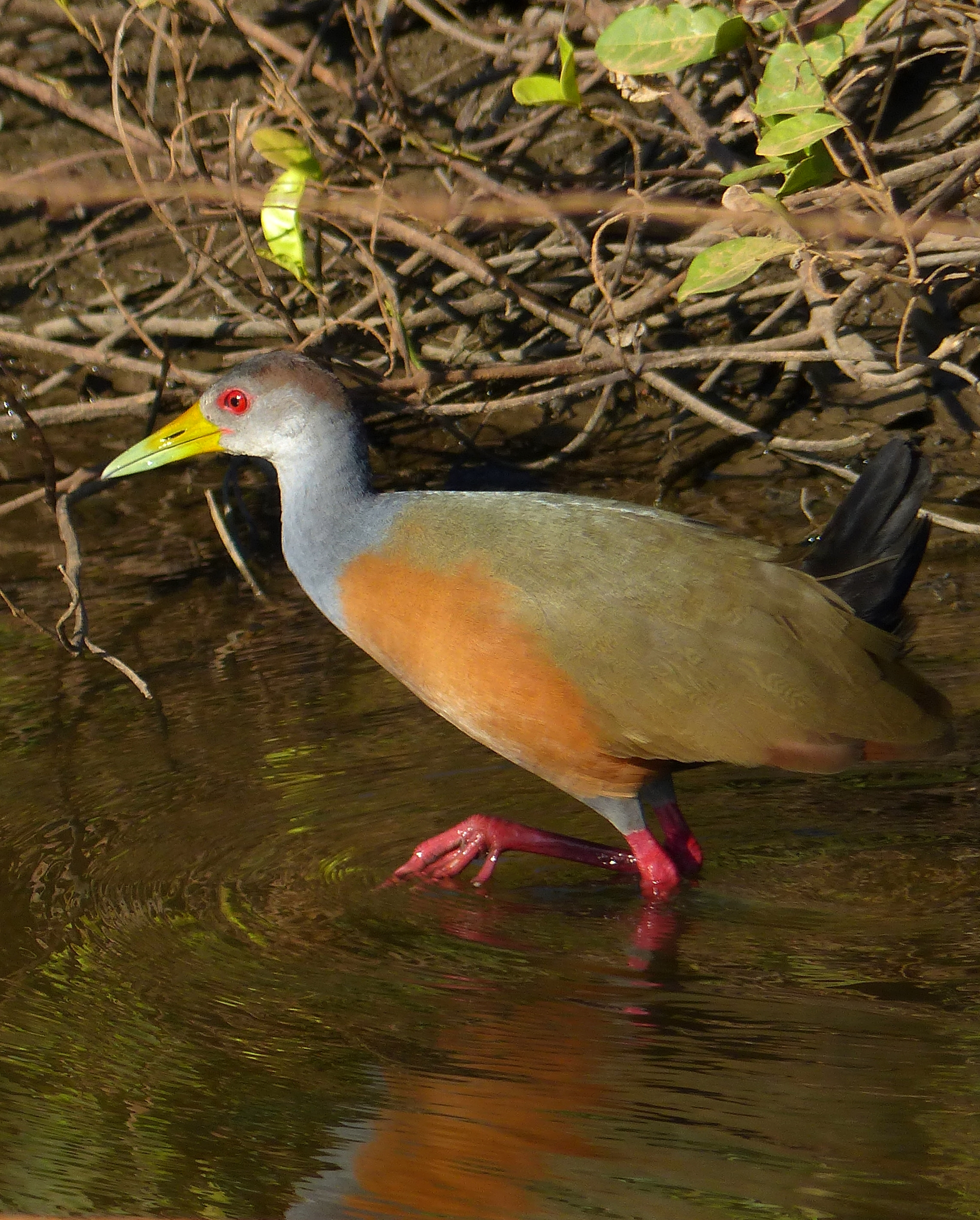
یک یلوه جنگلی گردن‌خاکستری